# Polygonatum nervulosum
Polygonatum nervulosum är en sparrisväxtart som beskrevs av John Gilbert Baker. Polygonatum nervulosum ingår i släktet ramsar, och familjen sparrisväxter. Inga underarter finns listade i Catalogue of Life.